# Хлус Віктор Іванович
Хлус Віктор Іванович (* 12 лютого 1958, Новгород-Сіверський, Чернігівська область, Українська РСР, СРСР) — радянський та український футболіст, нападник, зараз — Віце-Президент Федерації Футболу Києва і Київської області. Майстер спорту СРСР з 1981 року.
Дружина — олімпійська чемпіонка, гімнастка Стелла Захарова.

## Досягнення
- Чемпіон СРСР: 1980, 1981, 1985.
- Срібний призер чемпіонату СРСР: 1982.
- Володар кубка СРСР: 1982, 1985.
- Бронзовий призер Чемпіонату Швеції: 1989.